# На грани риска
«На грани риска» (англ. Secrets of an Undercover Wife) — драма 2007 года, режиссёра Джорджа Менделюка с Шони Смит в главной роли. Фильм вышел 19 марта 2007 года.

## Сюжет
После венчания, новобрачные Пол и Лиза выходят из церкви, готовясь отправиться в медовый месяц, но тут их поджидает ФБР, которые арестовывают Пола, оставляя Лизу в недоумении. Она приходит в шок, когда узнаёт, что её муж признан виновным в убийстве. Лиза начинает собственное расследование, вместе со своей подругой и устраивается на работу, подставившую её мужа по его словам, но в конце концов, она раскрывает заговор, который объединяет бизнес её мужа с мафией.

## Дата выхода
| Страна  | Дата выхода                    |
| ------- | ------------------------------ |
| США     | 19 марта 2007                  |
| Греция  | 26 февраля 2008 (DVD-премьера) |
| Венгрия | 22 июля 2008                   |
| Канада  | 27 июля 2008                   |

## В ролях
| Актёр                | Роль                 |
| -------------------- | -------------------- |
| Шони Смит            | Лиза                 |
| Майкл Вудс           | Майкл                |
| Гордон Майкл Вулветт | Клейтон              |
| Лори Энн Триоло      | Муньес               |
| Роберт Молони        | Пол                  |
| Джейн Соерби         | Макс                 |
| Дженнифер Коппинг    | Диана                |
| Дэрил Шаттлворф      | Уилкокс              |
| Йен Марш             | телохранитель        |
| Бренда Кэмпбелл      | Валери               |
| Кэтрин Барролл       | Хелен                |
| Вина Суд             | Брекен               |
| Линда Ко             | Ада                  |
| Джессика Шрейер      | мисисс Йэтс          |
| Кен Крамер           | судья                |
| Крис Шилдс           | Дилан                |
| Ли Тейлор            | Донован              |
| Ричард Сайд          | Хиггинс              |
| Доун Чубай           | репортёр             |
| Роберт Тьюрстон      | священник            |
| Эмили Уллерап        | секретарь в приёмной |
| Митра Лорас          | клерк                |
| Клэй Ст. Томас       | репортёр             |

## Съёмочная группа
- Режиссёр: Джордж Менделюк
- Сценаристы: Кейт Шо, Джордж Менделюк
- Оператор: Джордж Кэмпбелл
- Композитор: Клинтон Шотер
- Монтажер: Джоэль Сноуден

### Продюсеры
- Продюсер: Кирк Шо
- Исполнительные продюсеры: Стэн Каменс, Джозеф Лолор
- Сопродюсер: Линдси МакАдам
- Ассоциированные продюсеры: Стейси Шо, Рэндолл Х. Цалкен

### Художники
- Постановщик: Брайан Дави
- По костюмам: Карен Маннис
- По декорациям: Гейл Луининг

## Интересные факты
Административная компания судит преступника за хищение, прежде чем будет судить его за убийство. В Соединённых штатах нешуточное состояние преступлений и такие, как убийство, всегда будут иметь приоритет над преступлениями "белых воротничков".